# Phaeng Lylavong
Phaeng Lylavong là một chính trị gia người Lào. Ông là đảng viên Đảng Nhân dân Cách mạng Lào. Ông là đại biểu Quốc hội Lào cho tỉnh Phongsaly (Khu vực 2).